# Radar Base, Texas
Radar Base là một nơi ấn định cho điều tra dân số (CDP) thuộc quận Maverick, tiểu bang Texas, Hoa Kỳ. Năm 2010, dân số của nơi này là 762 người.

## Dân số
- Dân số năm 2000: 162 người.
- Dân số năm 2010: 762 người.